# Кадіські кортеси

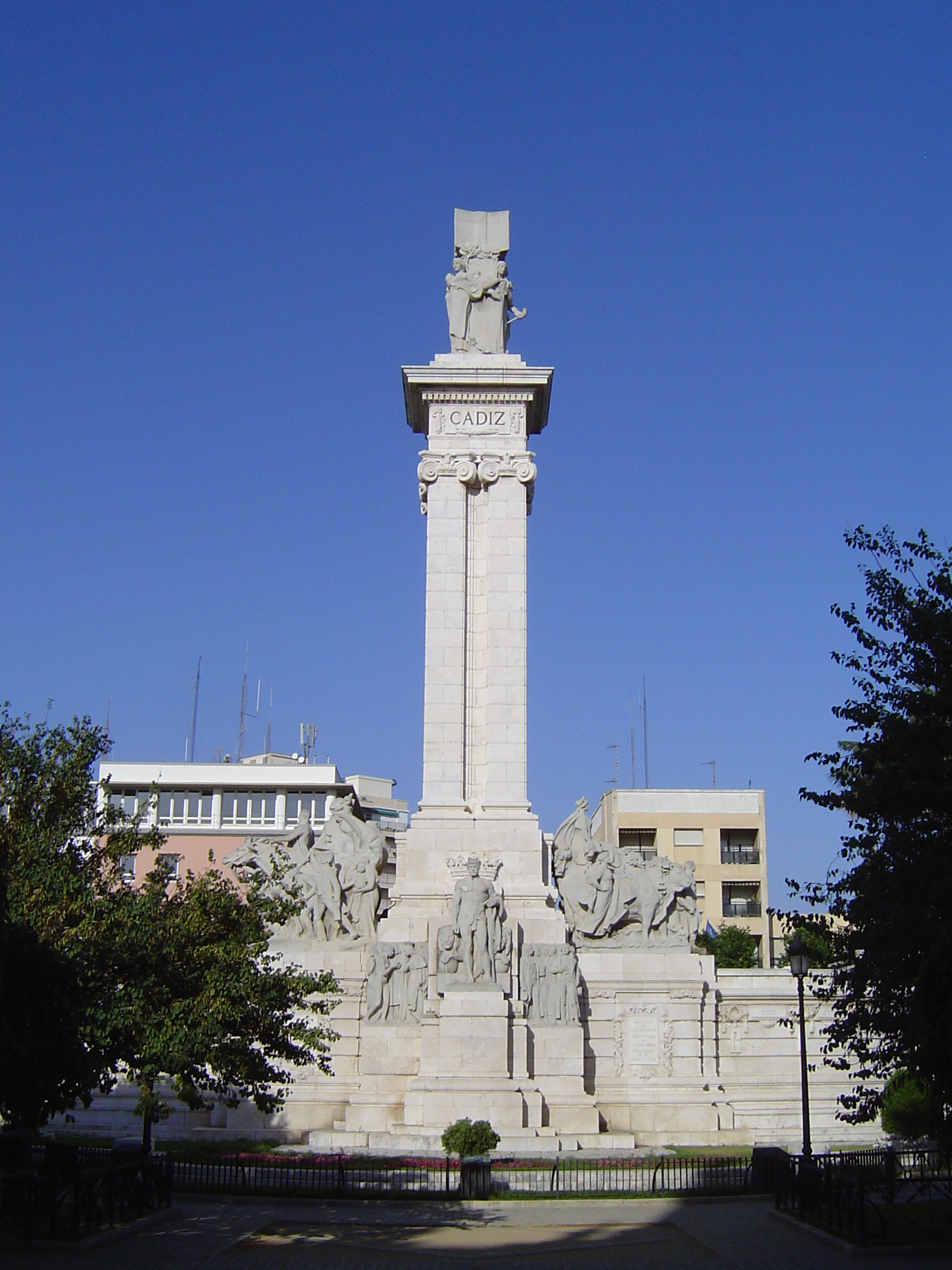
Монумент Кадіським Кортесам та Конституції 1812

Кáдіські кóртеси (ісп. Cortes de Cádiz) — установчі збори в Іспанії під час Іспанської революції 1808—1814. Скликані 24 вересня 1810 на острові Леон, 20 лютого 1811 перемістилися в Кадіс, працювали до 20 вересня 1813.

## Історія
Прийняли низку важливих рішень, спрямованих на поглиблення революції: в жовтні 1810 введений закон про рівність між іспанцями і латиноамериканцями, встановлена свобода слова та друку, в серпні 1811 виданий закон про знищення сеньйоріальних прав і привілеїв, в лютому 1813 скасована інквізиція та прийняті закони проти релігійних орденів; кортеси розпочали вилучати та продавати церковні землі і скасували ряд податків, що стягуються на користь церкви; скасували цехи та гільдії та встановили свободу торгівлі між метрополією і американськими колоніями.
В цілому законодавча діяльність кортесів була спрямована на захист здобутків революції. Однак кортеси не зуміли очолити боротьбу народних мас проти французьких військ, які вторглися в Іспанію в 1808. Вони поширювали свою владу на невелику (неокуповану) частину території Іспанії. Кортеси не наважилися вилучати землі світських феодалів і передати їх селянам.
Найсерйознішим історичним актом було прийняття Кадіської конституції 1812.